# Lione Pascoli
Leone Pascoli, né à Pérouse (Ombrie) en 1673 et mort à Rome en 1744, est un écrivain, un critique d'art et un économiste italien de la fin du XVIIe  et de la première moitié du XVIIIe siècle.

## Biographie
Leone Pascoli est un érudit qui s'est occupé entre autres d'historiographie de l'art et d'économie politique.
À seize ans il déménage à Rome où il obtient un diplôme en droit canonique et civil.
Il est le frère d'Alessandro Pascoli (1669 - 1757), qui fut philosophe et médecin.

## Chroniques artistiques
En écrivant Le vite de' pittori, scultori ed architetti moderni risalente ai primi decenni del 700 (Vies des peintres, sculpteurs et architectes modernes remontant aux premières décennies des années 1700), il fut parmi les premiers chroniqueurs artistiques du XVIIe siècle, transmettant ainsi une importante source d'informations concernant le baroque tardif à Rome.
Il rédigea aussi Le vite de' più celebri artisti viventi, tuttora presenti nelle copie originali in collezione Mariotti a Perugia (Vies des plus célèbres artistes vivants, actuellement présents dans les copies originales de la collection Mariotti à Pérouse).
Le contenu de ses ouvrages a été contesté dans l'ouvrage Variétés littéraires, ou Recueil de pièces, tant originales que traduites, concernant la philosophie, la littérature et les arts, de François Arnaud, édité par Jean Baptiste A. Suard, publié en 1804 :

« L'éditeur de ce recueil observe dans une note que les vies des peintres de Leone Pascoli sont un mauvais ouvrage ; que cet auteur étoit mal informé, que les matières qu'il traitoit lui étoient absolument étrangères, et qu'il n'avoit pas même l'art d'ajuster une période. »

— Extrait de l'appréciation dans cet ouvrage.

## Théories économiques
Les théories économiques de Leone Pascoli préconisaient l'abolition des taxes intérieures, l'exportation libre des produits agricoles, l'interdiction d'exporter les matières premières et d'importer les produits industriels.
Sa vision économique était par conséquent protectionniste, un peu adoucie par quelques concessions facilitant le commerce.
Son œuvre précéda les réformes de Pie VI et surtout celles de Léopold II de Toscane.

## Collection artistique
Sa passion pour l'art lui a permis d'être en possession de plus de trois cents œuvres (natures mortes, batailles, bambocciate).
Aujourd'hui seulement une quarantaine de toiles sont encore conservées à la pinacothèque communale de Deruta, commune située à proximité de Pérouse.

## Sources
- (it) Cet article est partiellement ou en totalité issu de l’article de Wikipédia en italien intitulé « Leone Pascoli » (voir la liste des auteurs).